# SmackDown Live
SmackDown! és un programa de televisió de lluita lliure que és retransmès als EUA per la cadena CW i al Canadà per la cadena The Score. Està produït per la WWE. El primer programa va ser emès el 26 d'agost del 1999, i en l'actualitat ja supera els 500. Cada show té una duració aproximada de dues hores.

## Altres dades

### Antics gerents generals de Smack Down Live
- Vince McMahon (18 de març del 2002 - 18 de juliol del 2002)
- Stephanie McMahon (18 de juliol del 2002 - 19 d'octubre del 2003)
- Paul Heyman (23 d'octubre del 2003 - 22 de març del 2004)
- Kurt Angle (25 de març del 2004 - 22 de juliol del 2004)
- Theodore Long (29 de juliol del 2004 - 21 de setembre del 2007)
- Vickie Guerrero (28 de setembre del 2007 - 6 d'abril del 2009)
- Daniel Bryan i Shane McMahon (2016-2018)
- Shane McMahon i Paige (2018-present)

### Nom del programa
| Títol                         | Durada           |
| ----------------------------- | ---------------- |
| WWF Thursday Night SmackDown! | (1999 - 2002)    |
| WWE Thursday Night SmackDown! | (2002 - 2005)    |
| WWE Friday Night SmackDown!   | (2005 - 2008)    |
| WWE Friday Night SmackDown    | (2008 - 2015)    |
| WWE Thursday Night SmackDown  | (2015 - 2016)    |
| WWE SmackDown Live            | (2016 - 2019)    |
| WWE Friday Night SmackDown    | (2019 - present) |

## Tema musical
- Tema musical del programa és Let it Roll.
- Tema musicaldel programa: "Take a chance" de CFO$
- Tema actual del programa: "Come on and fight back"

## Actualitat
Des de 2016 la marca va canviar el nom a SmackDown Live i s'emet cada dimarts a la nit. Els managers generals són Daniel Bryan i Shane Mcmahon.

## Lluitadors de SmackDown Live
| Nom:              |
| ----------------- |
| Aiden English     |
| Aj Styles         |
| Baron Corbin      |
| Big E             |
| Bobby Roode       |
| Chad Gable        |
| Chris Jericho     |
| Dolph Ziggler     |
| Epico Colon       |
| Fandango          |
| Harper            |
| Jay Uso           |
| Jimmy Uso         |
| Jinder Mahal      |
| Kevin Owens       |
| Kofi Kingston     |
| Konnor            |
| Mike Kanellis     |
| Mojo Rawley       |
| Primo Colon       |
| Randy Orton       |
| Rowan             |
| Rusev             |
| Sami Zayn         |
| Samir Singh       |
| Shelton Benjamin  |
| Shinsuke Nakamura |
| Sin Cara          |
| Tye Dillinger     |
| Tyler Breeze      |
| Viktor            |
| Xavier Woods      |
| Zack Ryder        |

## Campionats actuals
Quan es va realitzar el Draft, Smack Down es va quedar sense un campionat femení i sense campionats en parelles, després de diverses setmanes després de SummerSlam (2016), el gerent general de SmackDown Daniel Bryan anunci la creació del SmackDown Women 's Championship i del SmackDown Tag Team Championship i que per definir als nous campions en parelles del xou blau es va organitzar un torneig on en Backlash 2016 es disputaria la final per coronar als nous campions i el Comisionero de SmackDown Shane McMahon anunci que es disputaria 1 Six Pack Challenge Elimination Match en Backlash on es coronària a la nova campiona de la marca blava.
El programa posseeix quatre campionats, els quals són defensats durant el xou els dies dimarts i els diumenges en esdeveniments pagui-per-veure (encara que també són defensats en esdeveniments en viu en dies aleatoris). El primer i més important és el Campionat de la WWE, amb AJ Styles com el seu actual campió. El segon més important és el Campionat dels Estats Units, amb Bobby Roode com el seu actual campió. En la divisió en parelles es troba el Campionat en Parelles de SmackDown, amb The Usos com actuals campions. I finalment en la divisió de dones es troba el Campionat Femení de SmackDown, amb Charlotte Flair com actual campiona.